# Ponte Florentino Avidos (Colatina)

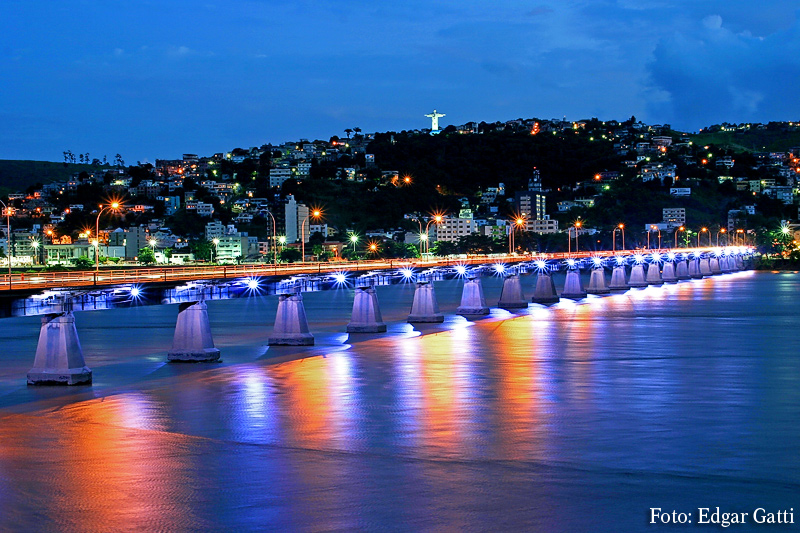
Vista noturna da Ponte Florentino Avidos sobre o rio Doce

A Ponte Florentino Ávidos está localizada no município brasileiro de Colatina, no estado do Espírito Santo. Foi fundada no ano de 1928, cruzando o rio Doce e ligando o centro da cidade ao bairro São Silvano. O nome da ponte foi uma homenagem ao governador da época, Florentino Ávidos. A obra da ponte foi realizada pelo engenheiro Oscar Machado da Costaque.
A ponte passou por uma recente reforma com início em março 2012 e finalização em 2014, que contou com melhorias como o alargamento das pistas de trânsito e passarela.